# Ehemaliges Freibad und Stadtgarten

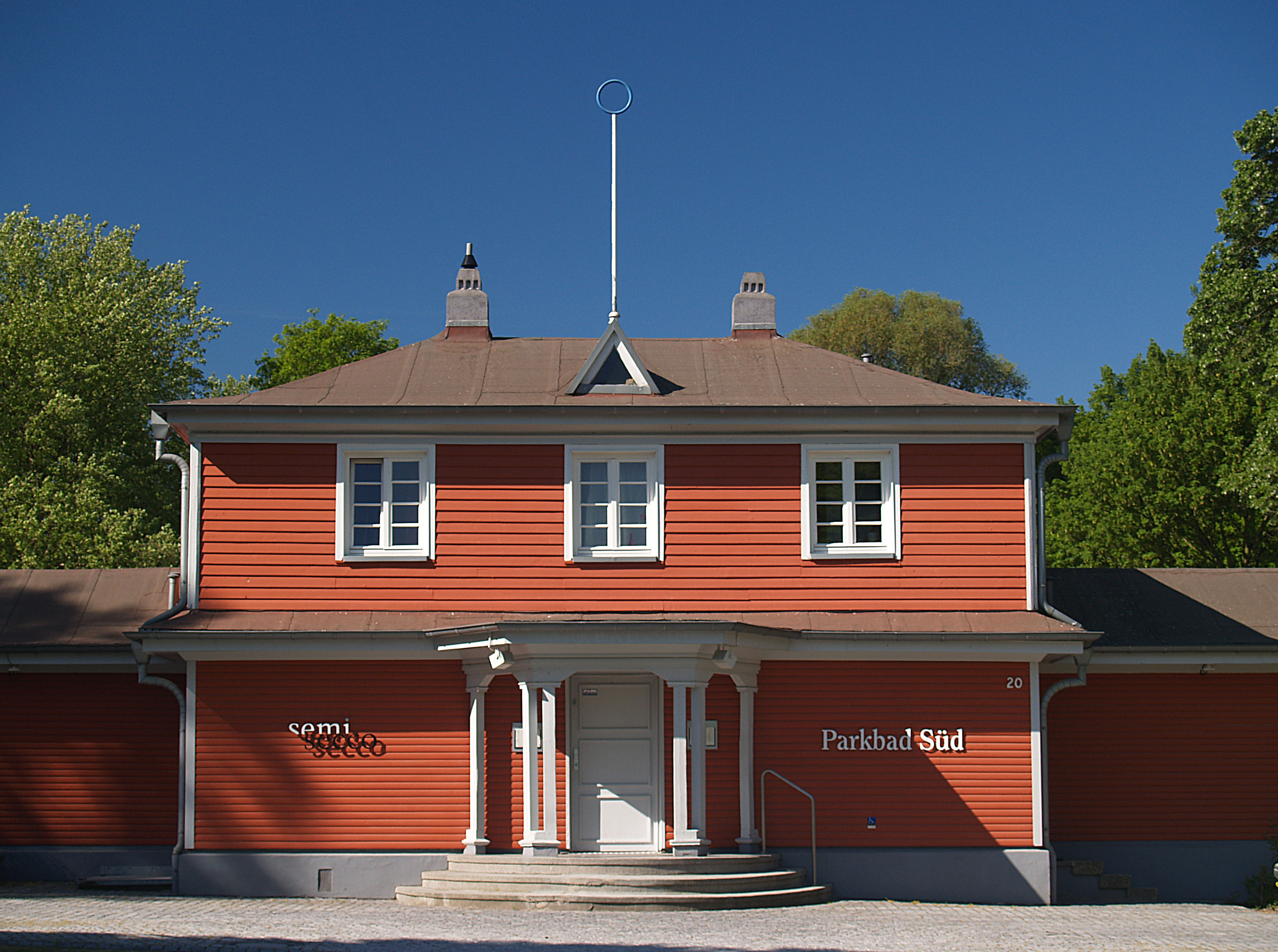
Parkbad Süd

Das ehemalige Freibad und Stadtgarten (Parkbad Süd / Stadtgarten) ist ein denkmalgeschütztes Ensemble in Castrop-Rauxel in Nordrhein-Westfalen. Es wurde in den 1920er und 1930er Jahren als zeittypische Arbeitsbeschaffungsmaßnahme und zur Hebung der Lebensqualität in der Industriestadt gebaut.

## Geschichte und Architektur
Der kleine Volkspark liegt in der Nähe des südlichen Stadtkernes, er ist streng durch rechtwinklige Wege gegliedert. Die städtische Pflanzung wurde von 1931 bis 1932 angelegt, das Freibad schließt südlich an. Es wurde von 1925 bis 1926 unter der Bauleitung von Stadtbaurat Schmitz errichtet und war in Westfalen eine der ersten Anlagen dieser Art. Das Badehaus ist ein dreiflügliges Holzgebäude. Der mit  Walmdächern gedeckte Mittelpavillon ist zweigeschossig und zum Becken hin als Laubengang geöffnet. Das Becken entspricht in seinen Abmessungen internationalen Wettkampfrichtlinien. Zur Badesaison 1992 wurde das Bad aus Kostengründen nicht mehr geöffnet. In den Jahren 1994 und 1995 wurden in den Medien Pläne laut, nach denen das Gelände als Bauland ausgewiesen werden sollte, um dann die Parzellen zu verkaufen. Nach starken Protesten in der Bevölkerung wurde 1995 der Verein  Hände weg vom Stadtgarten e.V gegründet und in das Vereinsregister eingetragen. Erste Maßnahmen des Vereins waren Anträge beim Landesdenkmalpflegeamt in Münster und bei der Landesregierung, zur Unterschutzstellung der Anlage als Baudenkmal. Der Antrag wurde positiv beschieden und Stadtgarten und Schwimmbad in die Denkmalliste eingetragen. Danach wurde ein neues Nutzungskonzept mit der Bezeichnung Kultur- und Freizeitzentrum Parkbad Süd entwickelt, und 1997 von der Internationalen Bauausstellung Emscherpark in das Projekt Initiative ergreifen aufgenommen. Von 1997 bis 2001 erfolgte für etwa 1,5 Millionen DM die Umnutzung zum Kulturzentrum.

## Attraktionen
- Rasenparterre
- Lindenallee
- ein großer Gondelteich mit Wasserfall und Insel[1]

## Heutige Nutzung
Das Parkbad Süd wurde im Frühling 2001 als freundlicher Veranstaltungsort wiedereröffnet. Es findet Konzerte, Live-Auftritte und andere Events statt. Es wurde ein Restaurant eröffnet.